# 한티역
한티역(漢堤驛, Hanti station)은 서울특별시 강남구 선릉로에 있는 수도권 전철 수인·분당선의 전철역이다.

## 역명 유래
건설 당시 임시 역명은 영동역(永東驛)이었으나, 경부선의 영동역과의 혼동을 피하고 한국철도공사 내부 전산상의 편의를 위하여 대치동 인근 지역의 옛날 이름인 한티마을에서 차용하여 지금과 같은 명칭으로 영업하게 되었다. 한티마을의 한티(한터)는 "큰(한) 마을(터)" 라는 순수 한국말이지만, 조선시대 때 명칭상 한터를 한자로 표현하기 위해 음을 가차하여 漢堤(한제, 중국어 발음은 '한디')라는 한자로 표기해왔다.

## 역사
- 2003년 9월 3일 : 분당선 수서 - 선릉 구간 연장 개통과 함께 영업 개시
- 2004년 12월 10일 : 철도승차권 단말기 철거
- 2012년 9월 18일 : 왕십리 ~ 선릉 구간 개통으로 왕십리 기점 7.7km로 변경[1]

## 역 구조
2면 2선의 상대식 승강장을 가지고 있으며, 스크린도어가 설치되어 있다.

### 승강장
| ↑ 선릉 |
| \| ２  |
| 도곡 ↓ |

| 1 | ● 수도권 전철 수인·분당선 | 모란 · 서현 · 기흥 · 수원 · 인천 방면 |
| 2 | ● 수도권 전철 수인·분당선 | 선릉 · 선정릉 · 서울숲 · 왕십리 방면  |

## 역 주변
- 롯데백화점 강남점
- 대치4동우편취급소
- 서울도곡초등학교
- 대치4동 행정복지센터
- 단국대학교 사범대학 부속중학교
- 단국대학교 사범대학 부속고등학교
- 단국대학교 부속소프트웨어고등학교
- 대치1동 행정복지센터
- 대치1치안센터
- 서울대도초등학교
- 도곡2동
- 강남세브란스병원
- 도곡공원
- 역삼중학교
- 역삼2동주민센터
- 서울도성초등학교
- 도곡렉슬
- 래미안 대치팰리스
- 래미안 도곡카운티
- 대치롯데캐슬리베
- 대치아이파크

## 이용객 변동
2003년 자료는 개통일인 2003년 9월 3일부터 12월 31일까지인 120일 기준으로 환산한 것이다.
| 노선   | 노선 | 일평균 인원수 (명/일) | 일평균 인원수 (명/일) | 일평균 인원수 (명/일) | 일평균 인원수 (명/일) | 일평균 인원수 (명/일) | 일평균 인원수 (명/일) | 일평균 인원수 (명/일) | 일평균 인원수 (명/일) | 일평균 인원수 (명/일) | 일평균 인원수 (명/일) | 각주                  | 각주                  | 각주                  | 각주  |
| 노선   | 노선 | 2000년                | 2001년                | 2002년                | 2003년                | 2004년                | 2005년                | 2006년                | 2007년                | 2008년                | 2009년                | 각주                  | 각주                  | 각주                  | 각주  |
| ------ | ---- | --------------------- | --------------------- | --------------------- | --------------------- | --------------------- | --------------------- | --------------------- | --------------------- | --------------------- | --------------------- | --------------------- | --------------------- | --------------------- | ----- |
| 분당선 | 승차 | 미개통                | 미개통                | 미개통                | 2,035                 | 6,333                 | 6,794                 | 8,117                 | 8,461                 | 8,355                 | 8,366                 | [ 2 ]                 | [ 2 ]                 | [ 2 ]                 | [ 2 ] |
| 분당선 | 하차 | 미개통                | 미개통                | 미개통                | 1,982                 | 6,522                 | 7,480                 | 8,844                 | 9,274                 | 9,202                 | 9,198                 | [ 2 ]                 | [ 2 ]                 | [ 2 ]                 | [ 2 ] |
| 노선   | 노선 | 일평균 인원수 (명/일) | 일평균 인원수 (명/일) | 일평균 인원수 (명/일) | 일평균 인원수 (명/일) | 일평균 인원수 (명/일) | 일평균 인원수 (명/일) | 일평균 인원수 (명/일) | 일평균 인원수 (명/일) | 일평균 인원수 (명/일) | 일평균 인원수 (명/일) | 일평균 인원수 (명/일) | 일평균 인원수 (명/일) | 일평균 인원수 (명/일) | 각주  |
| 노선   | 노선 | 2010년                | 2011년                | 2012년                | 2013년                | 2014년                | 2015년                | 2016년                | 2017년                | 2018년                | 2019년                | 2020년                | 2021년                | 2022년                | 각주  |
| 분당선 | 승차 | 8,882                 | 8,930                 | 9,437                 | 12,392                | 13,220                | 13,653                | 14,157                | 7,026                 | 14,515                | 13,940                | 11,073                | 11,777                | 13,585                | [ 2 ] |
| 분당선 | 하차 | 9,669                 | 9,836                 | 10,164                | 13,069                | 13,898                | 14,332                | 14,829                | 7,082                 | 15,222                | 15,674                | 11,618                | 12,378                | 14,213                | [ 2 ] |

## 인접한 역
| 분당선                | 분당선                                     | 분당선                        |
| --------------------- | ------------------------------------------ | ----------------------------- |
| K215 선릉 청량리 방면 | ● 수도권 전철 수인·분당선 완행 분당선 급행 | K217 도곡 고색 방면 인천 방면 |